# Атлетски клуб Црвена звезда
Атлетски клуб Црвена звезда је атлетски клуб из Београда, Србија.

## Историја
Атлетски клуб је основан 4. марта 1945. као секција у саставу Спортског друштва Црвена звезда, а 4. септембар 1949. је датум званичног оснивања атлетског клуба. Један је од најуспешнијих клубова у Спортском друштву и најтрофејнији је атлетски клуб у Србији.
Првих осам година стварани су услови да клуб буде водећи не само у Србији, већ и у Југославији, која је у Црвеној звезди имала главни ослонац репрезентације.
На првом екипном првенству Југославије 1947. мушка секција је била четвртопласирана, без иједне појединачне победе, наредне године трећа, а од 1950. до 1952. друга. Прву појединачну титулу првака за Звезду освојио је Драган Петровић у трци на 800 м, 1948. године. Први чланови репрезентације Југославије били су Гавра Попов (4 x 100 м), Љубиша Јанковић (4 x 400 м) и Радослав Јевтовић (кугла). Први државни рекорд оборио је Милован Јованчић 1949. на 200 метара (22,1). Прву светску титулу освојио је Милан Милаков поставши 1953. године студентски првак света. Бранко Дангубић је на Олимпијским играма у Хелсинкију хицем од 70,55 метара освојио пето место, што је други најбољи пласман црвено-белих на олимпијским играма свих времена. Још један од лидера Звездиног тима у то време био је скакач удаљ и троскокаш Раде Радовановић.
У конкуренцији сениорки Звезда учествује у екипном првенству од 1948, када је била пета, а највећи послератни успех остварила је 1949. освојивши друго место. Те године првакиње су биле Марија Радосављевић (кугла и копље), Споменка Коледин (скок удаљ), Јулија Матеј (диск), а рекордерке Коледин и Радосављевић.
Дугим пругама суверено је владао Дане Корица, освајајући из године у годину по две титуле на 5.000 и 10.000 метара на домаћим и балканским шампионатима, уз многе победе на кросевима, уличним тркама и митинзима широм света, уз два четврта места на Европском првенству 1971. и државне рекорде на 5.000 и 10.000 метара.
Ненад Стекић је једини југословенски и српски атлетичар који је носио титулу европског сениорског рекордера. Заслужио ју је скоком од 8,45 метара постигнутим у Монтреалу, 25. јула 1975. године и носио је пуних пет година. Стекићев резултат је и даље један од најбољих европских резултата свих времена. На првенствима Европе освојио је три сребрне медаље.
Највећи успех клуба и југословенске атлетике је остварила мушка сениорска екипа АК „Црвена звезда“ у Београду, 3. и 4. јуна 1989. када је освојила КЕШ.
Драгутин Топић је једини југословенски и српски атлетичар који се дичи титулом светског рекордера. Скоком од 2,37 метара у Пловдиву, 12. августа 1990. постао је светски јуниорски рекордер у скоку увис надмашивши у овој категорији и данас важећег светског рекордера у конкуренцији сениора, Кубанца Хавијера Сотомајора.
Татјана Јелача је на Европском првенству 2014. у Цириху освојила сребрну медаљу у бацању копља и поставила нови државни рекорд (64,21 м).

## Трофеји

### Мушкарци
- Национално првенство
  - Прваци (40): 1953, 1954, 1955, 1967, 1968, 1969, 1970, 1971, 1972, 1973, 1974, 1975, 1976, 1977, 1978, 1979, 1980, 1981, 1982, 1983, 1985, 1986, 1987, 1988, 1989, 1990, 1992, 1993, 1994, 1995, 2002, 2008, 2009, 2010, 2011, 2017, 2018, 2019, 2020, 2021.
  - Друго место (7): 1950, 1951, 1952, 1956, 1957, 1958, 1959.
  - Треће место (1): 1948.
- Крос
  - Прваци (19): 1948, 1953, 1954, 1959, 1960, 1971, 1972, 1973, 1977, 1979, 1980, 1985, 1986, 1992, 1993, 1994, 2006, 2020, 2022.
- Национални куп
  - Освајачи (46): 1966, 1967, 1968, 1969, 1970, 1971, 1972, 1973, 1974, 1975, 1976, 1977, 1978, 1979, 1980, 1981, 1982, 1983, 1984, 1985, 1986, 1987, 1988, 1989, 1990, 1992, 1993, 1994, 1995, 2002, 2003, 2004, 2005, 2006, 2007, 2008, 2009, 2010, 2011, 2012, 2015, 2016, 2019, 2023, 2024, 2025.
  - Друго место (1): 1965.
- Европско првенство
  - Прваци (1): 1989.
  - Друго место (1): 1981.
  - Треће место (1): 1976.

### Жене
- Национално првенство
  - Прваци (26): 1986, 1987, 1988, 1989, 1992, 1993, 1994, 1995, 2002, 2007, 2008, 2009, 2010, 2011, 2012, 2013, 2014, 2015, 2017, 2018, 2019, 2020, 2021, 2023, 2024,2025.
  - Друго место (1): 1949.
- Крос
  - Прваци (6): 1982, 1993, 2002, 2017, 2018, 2019.
- Национални куп
  - Освајачи (23): 1986, 1987, 1988, 1989, 1992, 1993, 1994, 2002, 2003, 2004, 2005, 2006, 2008, 2009, 2010, 2011, 2013, 2014, 2015, 2016, 2019, 2023, 2024.
- Европско првенство
  - Друго место (1): 1989.
  - Треће место (1): 1988.